# Tidslinje for Frankrigs historie
| Præ-historisk tid (- 200 f.Kr) | Præ-historisk tid (- 200 f.Kr)                                 |
| Periode                        | Begivenhed                                                     |
| ------------------------------ | -------------------------------------------------------------- |
| 950.000 f.Kr. - 80.000 f.Kr.:  | Homo erectus                                                   |
| 80.000 f.Kr. - 30.000 f.Kr.:   | Neanderthaler                                                  |
| 33.000 f.Kr. - 10.000 f.Kr.:   | Homo Sapiens - Cro Magnon                                      |
| 28.000 f.Kr. - Cro Magnon:     | Indgravering i ben, muligvis af månefaser, fundet i Blanchard. |
| 4.000 f.Kr. - 2.500 f.Kr.:     | Neolitiske revolution: Mennesket begynder at blive bofast.     |
| 2.500 f.Kr. - 50 f.Kr.:        | Keltisk dominans i Gallien.                                    |

| Antikken (200 f.Kr. - 481 e.Kr.) | Antikken (200 f.Kr. - 481 e.Kr.)               |
| Periode/År                       | Begivenhed                                     |
| -------------------------------- | ---------------------------------------------- |
| 58 - 51 f.Kr.:                   | Julius Cæsars galliske krige.                  |
| 52 f.Kr.                         | Lutetia bliver grundlagt (det senere Paris).   |
| 43 e.Kr.                         | Lugdunum (Lyon) bliver gallernes hovedstad.    |
| 2. århundrede e.Kr.:             | Romerne bringer kristendommen til gallerne.    |
| 485 - 511 e.Kr.                  | Klodevig 1., merovingisk konge over frankerne. |

| Middelalderen (481 - 1453) | Middelalderen (481 - 1453)                                                      |
| Periode/År                 | Begivenhed                                                                      |
| -------------------------- | ------------------------------------------------------------------------------- |
| 637:                       | Dagobert 1., den sidste merovingiske konge.                                     |
| 732:                       | Karl Martell besejrer muslimerne ved Poitiers, standser en arabisk invasion.    |
| 751:                       | Pipin den lille bliver konge over frankerne.                                    |
| 755:                       | Frankerne beskytter kirken mod Lombarderne og grundlægger "De pavelige stater". |
| 768-814:                   | Karl den Store (Charlemagne) regerer som konge over frankerne.                  |
| 800:                       | Karl den Store bliver af pave Leo 3. kronet som Hellig Romersk Kejser.          |
| 814-840:                   | Ludvig den Fromme efterfølger Karl den Store krones som kejser.                 |
| 843:                       | Verduntraktaten deler det karolingiske rige.                                    |
| 910:                       | Klosteret i Cluny grundlægges.                                                  |
| 1095:                      | Pave Urban 2. opfordrer til det første korstog.                                 |
| 1066:                      | Vilhelm Erobreren invaderer England.                                            |
| 1120:                      | Katedralen i Saint-Denis opføres og markerer fødslen af gotisk arkitektur.      |
| 1209:                      | Pave Innocent 3. starter det Albigensiske korstog i Sydfrankrig.                |
| 1305-1378:                 | Avignon er paveby.                                                              |
| 1337-1443:                 | Hundredeårskrigen.                                                              |
| 1453:                      | Englænderne forlader Frankrig (med undtagelse af Calais).                       |

| Renæssancen (1453 - 1598) | Renæssancen (1453 - 1598)                                                     |
| Periode/År                | Begivenhed                                                                    |
| ------------------------- | ----------------------------------------------------------------------------- |
| 1464:                     | Det første franske postsystem bliver oprettet af kongen.                      |
| 1494-1559:                | De italienske krige: Frankrig og Østrig kæmper om italienske territorier.     |
| 1515:                     | Frans 1. krones.                                                              |
| 1519:                     | Leonardo da Vinci dør i Frankrig.                                             |
| 1562-1598:                | religionskrigene                                                              |
| 1572:                     | Bartholomæus-massakren på protestanter i Paris.                               |
| 1589-1593:                | Henrik 4. bliver den første bourbonske konge og konverterer til katolicismen. |
| 1598:                     | Henrik 4. afslutter religionskrigene med Nantes-ediktet.                      |

| Grand Siecle (1598 - 1715) | Grand Siecle (1598 - 1715)                                        |
| Periode/År                 | Begivenhed                                                        |
| -------------------------- | ----------------------------------------------------------------- |
| 1608:                      | Quebec grundlægges.                                               |
| 1617:                      | Ludvig 13. bliver kronet som 17-årig.                             |
| 1624:                      | Kardinal Richelieu bliver første minister.                        |
| 1642:                      | Blaise Pascal opfinder "Pascalinen" - en automatisk regnemaskine. |
| 1643:                      | Ludvig 14. bliver konge, med Mazarin som første minister.         |
| 1682:                      | Det kongelige hof flytter til Versailles.                         |
| 1685:                      | Ludvig 14. tilbagekalder Nantes-ediktet.                          |
| 1715:                      | Ludvig 14. dør og efterfølges af Ludvig 15.                       |

| Revolutionen (1715 - 1804) | Revolutionen (1715 - 1804)                                      |
| Periode/År                 | Begivenhed                                                      |
| -------------------------- | --------------------------------------------------------------- |
| 1762:                      | Rousseaus sociale kontrakt.                                     |
| 1769:                      | Napoleon Bonaparte fødes i Ajaccio på Korsika                   |
| 1774:                      | Ludvig 16. bliver konge.                                        |
| 1778-1783:                 | Frankrig støtter den amerikanske revolution.                    |
| 1789:                      | Den franske revolution. Stormen på Bastillen.                   |
| 1792:                      | Ludvig 16. anklages og dømmes for forræderi. Monarkiet ophæves. |
| 1793:                      | Ludvig 16. og Dronning Marie Antoinette guillotineres i Paris.  |
| 1794:                      | Robespierre bliver væltet. Terrorregimet slutter.               |

| Napoleon Bonapartetiden (1804 - 1870) | Napoleon Bonapartetiden (1804 - 1870)                                                              |
| Periode/År                            | Begivenhed                                                                                         |
| ------------------------------------- | -------------------------------------------------------------------------------------------------- |
| 1796:                                 | Napoleon Bonaparte bliver bliver gift med Rose de Beauharnais (den kommende kejserinde Joséphine). |
| 1799:                                 | Franskmanden Robert opfinder en papirfremstillingsmaskine.                                         |
| 1799:                                 | Franske soldater finder Rosettestenen.                                                             |
| 1799:                                 | General Bonaparte "invaderer" Paris.                                                               |
| 1803-1815:                            | Napoleonskrigene udvider det franske imperium.                                                     |
| 1804:                                 | Napoleon Bonaparte kroner sig selv som kejser Napoleon Bonaparte 1.                                |
| 1808:                                 | Napoleon Bonaparte grundlægger det franske militærakademi Saint-Cyr.                               |
| 1809:                                 | Napoleon Bonaparte bliver skilt fra Joséphine.                                                     |
| 2. apr. 1810:                         | Napoleon Bonaparte bliver gift med Marie-Louise.                                                   |
| 1811:                                 | Marie-Louise Bonaparte føder en søn.                                                               |
| 1812:                                 | Napoleon Bonaparte invaderer Rusland.                                                              |
| okt. 1812:                            | Napoleon Bonaparte trækker sig tilbage fra Moskva.                                                 |
| 1814:                                 | Napoleon Bonaparte abdicerer og sendes i eksil på Elba.                                            |
| maj 1814:                             | Ludvig 18. vender tilbage til Paris fra sit eksil i England.                                       |
| jan. 1815:                            | Napoleon Bonaparte går i land i Golfe-Juan ved Cannes.                                             |
| marts 1815:                           | Ludvig 18. flygter til Belgien.                                                                    |
| maj 1815:                             | Napoleon Bonaparte indtager Paris, hvormed "de 100 dage" starter.                                  |
| juni 1815:                            | Napoleon Bonaparte bliver slået af Wellington i Slaget ved Waterloo.                               |
| juli 1815:                            | Napoleon Bonaparte bliver deporteret til Sankt Helena i sydatlanten.                               |
| 1821:                                 | Napoleon Bonaparte dør på Sankt Helena.                                                            |
| 1827:                                 | Nicéphore Niépce og Daguerre laver verdens første fotografi.                                       |
| 1852:                                 | Napoleon Bonapartes nevø krones som kejser Napoleon Bonaparte 3..                                  |
| 1853:                                 | Haussmann redesigner Paris.                                                                        |
| 1854:                                 | Bourseul bygger en eksperimental telefon.                                                          |

| 19. århundrede | 19. århundrede                                              |
| Periode/År     | Begivenhed                                                  |
| -------------- | ----------------------------------------------------------- |
| 1870-1871:     | Den fransk-tyske krig.                                      |
| 1871:          | Den Tredje Republik.                                        |
| 1889:          | Eiffeltårnet bliver bygget til verdensudstillingen i Paris. |
| 1895:          | Brødrene Lumière bygger et bærbart filmkamera.              |
| 1898-1906:     | Dreyfus-affæren udstiller den franske hær som antisemitisk. |

| 20. århundrede | 20. århundrede |
| Periode/År     | Begivenhed |
| -------------- | --- |
| 1907:          | Brødrene Lumière opfinder farvefotografiet. |
| 1914-1918:     | Første verdenskrig. |
| 1919:          | Versaillestraktaten underskrives. |
| 1929-1939:     | Depressionen. |
| 1939:          | Frankrig erklærer krig mod Tyskland. |
| 1940:          | Tyskerne invaderer Paris. |
| 1940:          | Adolf Hitler overfører liget af Napoleon Bonapartes søn (Napoleon Bonaparte II) til "Les Invalides", hvor han bliver begravet ved siden af sin far. |
| 1944-1945:     | D-Dag, allieret sejr over Tyskland. Charles de Gaulle grundlægger den Fjerde Republik.                                                              |
| 1946-1954:     | Krig i Indokina. |
| 1954-1958:     | Krig i Algeriet. |
| 1958:          | De Gaulle grundlægger Den Femte Republik. |
| 1968:          | Generalstrejke og studenter optøjer i Paris. |